# Limnebius corfidius
Limnebius corfidius är en skalbaggsart som beskrevs av Armand D'Orchymont 1945. Limnebius corfidius ingår i släktet Limnebius och familjen vattenbrynsbaggar. Inga underarter finns listade i Catalogue of Life.